# Wamba congener
Wamba congener là một loài nhện trong họ Theridiidae.
Loài này thuộc chi Wamba. Wamba congener được Octavius Pickard-Cambridge miêu tả năm 1896.
Loài này sinh sống ở Florida, Hoa Kỳ và Brasil.
Con đực dài 1,2-1,8 mm còn con cái dài từ 1,5-2,3 mm.